# Селянський будинок
«Селянський будинок» (с укр. — «Сельский дом») — украинский ежемесячный журнал, посвящённый вопросам политпросвещения в сельской местности, орган Всеукраинского управления сельскими домами Главполитпросвета УССР. Издавался в Харьковском издательстве «Червоний шлях» с ноябре 1924 по 1930 год на украинском языке.
Создан в 1924 года на базе журнала «Шлях до комунізму». В 1924 году вышло 2 номера журнала, в 1925—1928 гг. выходил раз в месяц, в 1929—1930 гг. — дважды в месяц. Тираж 3 тыс. экземпляров.
Сельские дома как сельские культурно-образовательные учреждения в УССР и один из видов политпросвещения и отчасти внешкольного образования, были призваны прививать малограмотных широким массам населения основы политической и обычной грамоты, достижения культуры, активно создавались советской властью с начала 1920-х гг. В противовес ячейкам общества «Просвита». Упрощенной формой сельских домов были избы-читальни.
Соответствующим образом формировались рубрики журнала: «Общий раздел»; «Жизнь крестьянских домов»; Советы заведующим сельбудамы; Сельскохозяйственное образование и крестьянские дома; Литературный отдел; Что читать; Почтовый ящик.
Публикации по библиотечному тематики размещались в «Общем разделе» или «Жизнь сельских домов». В основном, печатались статьи из опыта работы изб-читален, практические рекомендации по упорядочению библиотек при сельских домах и др.
Редакцией журнала практиковалось награждение лучших сельских домов или изб-читален подборками книг (до нескольких сотен экземпляров) для создания библиотек или пополнения фондов существующих библиотек.
Современный преемник журнала — журнал «Українська культура».